# Albany Park (Bexley)
Albany Park es un barrio en el sureste de Londres, Inglaterra, dentro del distrito londinense de Bexley. Se encuentra 12 millas (19 km) al sureste de Charing Cross. Ubicado a medio camino entre Sidcup y Bexley, Albany Park está situado en un terreno elevado con vista a los valles del río Cray y el River Shuttle. 
Originalmente una zona rural utilizada como tierra de cultivo, el asentamiento fue establecido por un desarrollador de viviendas comerciales, New Ideal Homesteads, durante la década de 1930. Construyeron dos propiedades en el lugar, Albany Park Estate y Royal Park Estate, que se vendieron a precios económicos a familias de clase trabajadora que emigraban del interior de Londres. La empresa también fundó la estación de tren de Albany Park en 1935, proporcionando conexiones de transporte a las propiedades a lo largo de la línea Dartford Loop. En las décadas siguientes se construyeron en la zona varias escuelas y un salón de la iglesia bautista y una iglesia anglicana, la última de las cuales ha llamado la atención por su innovación arquitectónica.

## Historia

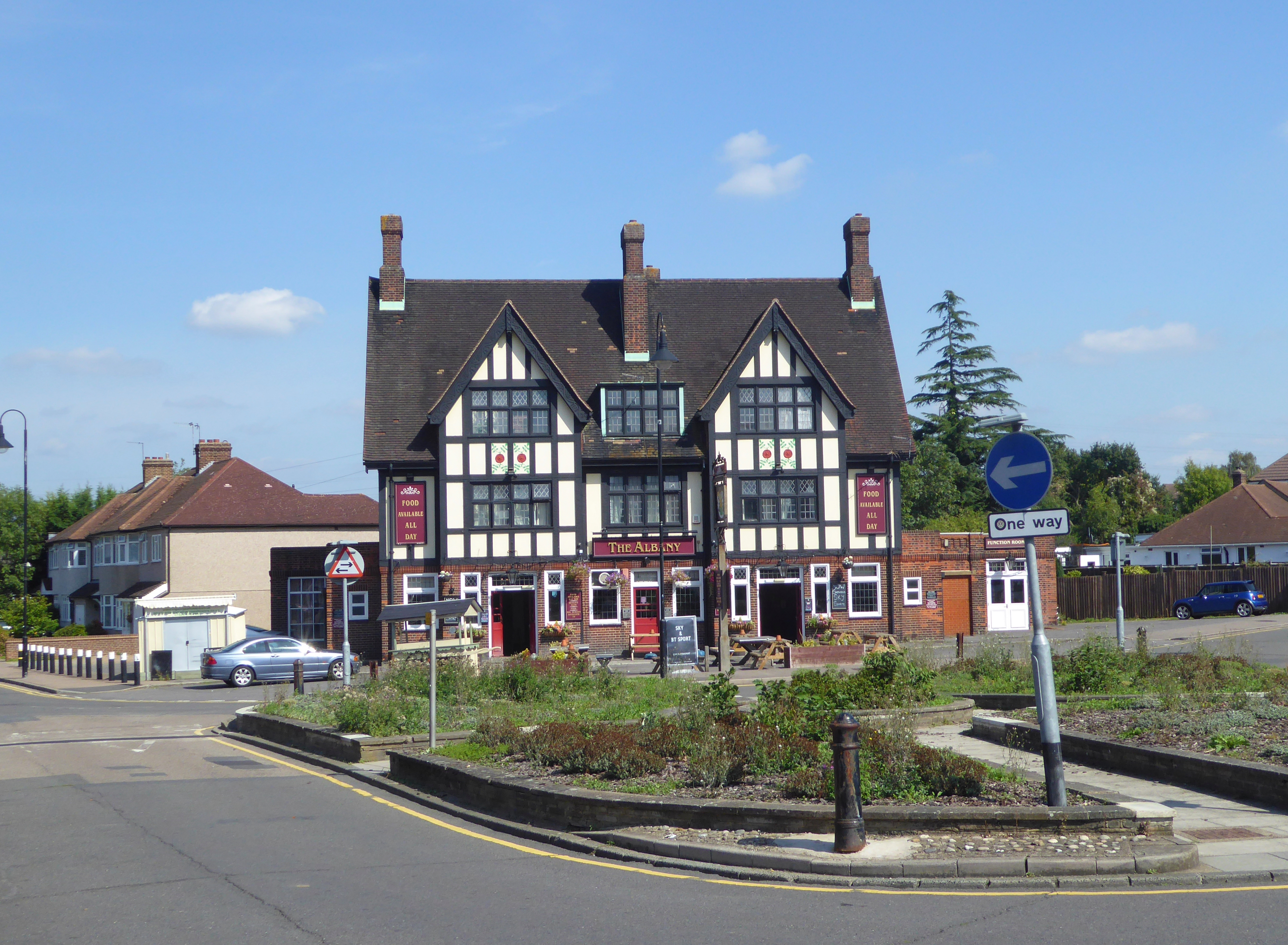
El pub Albany, un edificio estilo Tudor simulado creado en la década de 1930

Durante la década de 1930, New Ideal Homesteads fue el mayor desarrollador comercial activo en el noroeste de Kent, conocido por mantener los costos al mínimo mediante el uso de materiales prefabricados.  Construyeron la finca Albany Park a mediados de esa década, en un terreno que anteriormente había sido Tanyard y Hurst Farms, parte de la finca de la familia Vansittart que vivía en la cercana Foots Cray.  La mayor parte del área consistía en campos y higos, aunque cerca había una mansión del siglo XVIII conocida como Hurst o Hurst Place, y el cementerio de Sidcup, que se había establecido en 1912. 
La empresa inventó el nombre "Albany Park" para la urbanización que estaban construyendo.  Construyeron con casi el doble de densidad de viviendas que les había recomendado el ayuntamiento local de Bexley y vendieron sus casas a precios bajos, lo que permitió que las familias de clase trabajadora que abandonaban el centro de Londres las compraran.  La finca estaba adyacente a la línea Dartford Loop, que existía en 1866, aunque los NIH se aseguraron de que la estación de tren de Albany Park se abriera en esta línea en julio de 1935.  Junto a esta estación se construyeron varias tiendas y el hotel Mock Tudor Albany.  Justo antes de la Segunda Guerra Mundial, los NIH comenzaron a expandir el asentamiento en dirección sureste al comenzar a construir Royal Park Estate; Fue terminado después de la guerra por el Ayuntamiento de Bexley. 
Los NIH habían anunciado su propiedad con un folleto de ventas en el que decían que "el encantador campo conservará permanentemente el carácter rural de sus vistas y no sufrirá desfiguración de ninguna manera".  El sitio web Hidden London comentó más tarde que esta afirmación era "inverosímil", caracterizando a Albany Park como "un par de propiedades mediocres". 
En 1935, se abrió la escuela infantil Hurst Council en Dorchester Avenue, y al año siguiente se agregó una escuela secundaria adyacente. Posteriormente, las dos se fusionaron como la escuela primaria Hurst.  En 1951, el Consejo del Condado de Kent abrió la escuela primaria del condado de Footscray Place en Riverside Road; pasó a llamarse y ampliarse como Royal Park School en 1954.  En 1954, la mansión Hurst Place también pasó a ser un centro comunitario. 

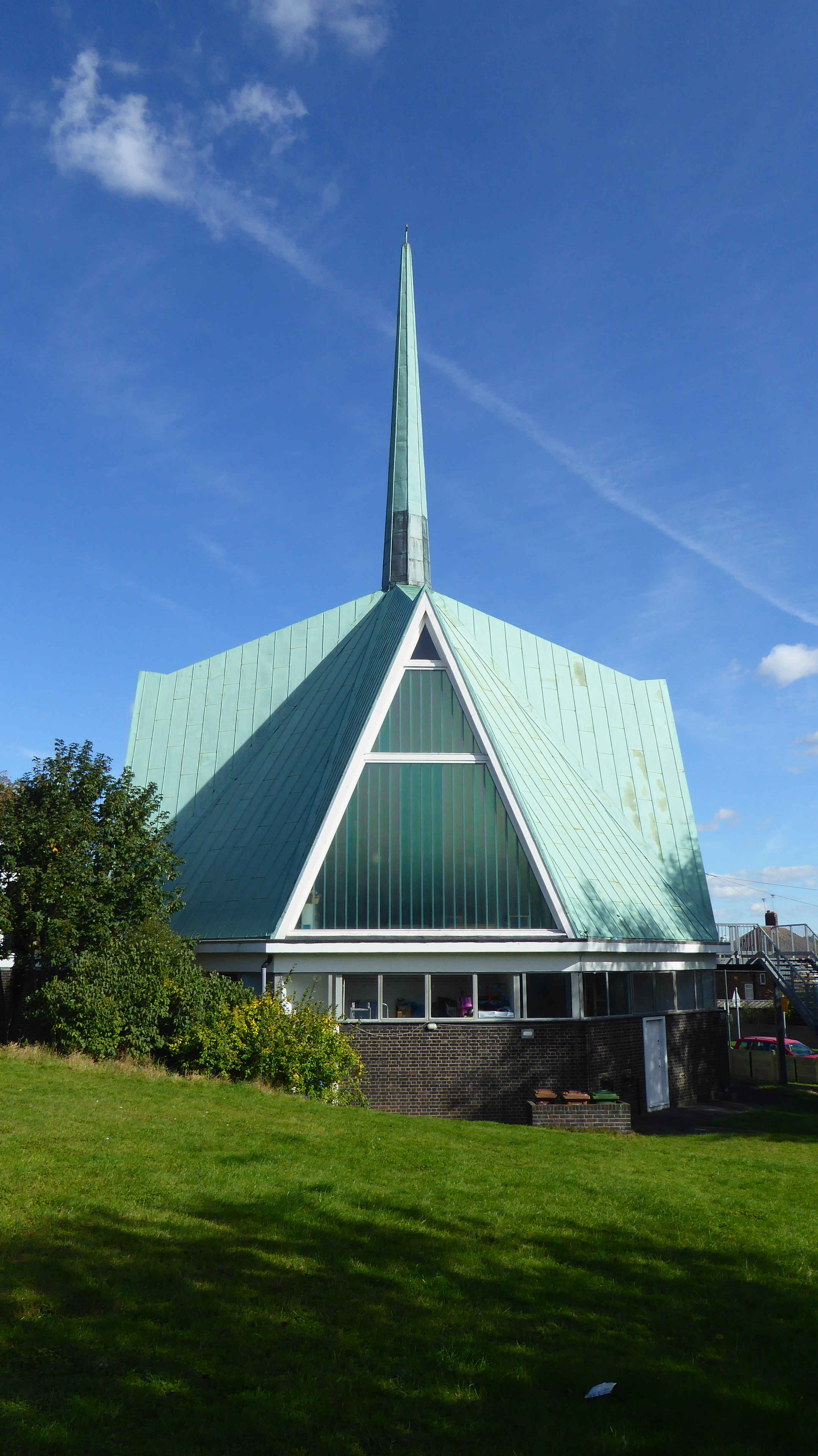
St. Andrew's, una iglesia anglicana en el centro de la finca.

Los anglicanos locales que vivían en las propiedades descubrieron que estaban a dos millas de la iglesia anglicana más cercana e instaron a la Iglesia de Inglaterra a que los ayudara. En 1944, el vicario de la Iglesia de Todos los Santos en Footscray comenzó a realizar servicios de comunión anglicana en una sala sobre las tiendas de Lewis Road, pero en 1946 ya utilizaban una sala en Wren Road para este propósito. En 1954 se nombró un vicario para la ciudad y posteriormente la comunidad anglicana consiguió un terreno en el centro de la finca para construir una iglesia; La construcción comenzó en 1964 y se completó al año siguiente.  El historiador de la arquitectura Nikolaus Pevsner la describió más tarde como "ingeniosa, moderna y un poco absurda".  En 1969, la Iglesia de Inglaterra concedió a Albany Park el estatus de parroquia, una dispensa especial dado que el área contenía muchos menos de los 10.000 residentes normalmente necesarios para que se concediera dicho estatus.  En 1955, los bautistas locales erigieron un salón de iglesia en Stansted Crescent; Tenían la intención de construir una iglesia más grande, aunque esto nunca se materializó. 
En 2001, se plantaron varios árboles a lo largo de la vía férrea adyacente al lado sur de Canterbury Avenue, y el área se denominó Millennium Woodland.  Las tiendas de Norman Parade fueron posteriormente demolidas y reemplazadas por un bloque de apartamentos con una tienda de conveniencia; esto se llamó Cedarwood Place y fue construido por la empresa Belgravia Homes. 

## Geografía
Los lugares más cercanos son:
- Bexley
- Bexleyheath
- Sidcup
- Foots Cray

## Transporte
La estación Albany Park sirve al área con servicios a London Charing Cross y London Cannon Street a través de Lewisham y Woolwich Arsenal como parte de un servicio circular. También hay servicios a Gravesend.
Albany Park cuenta con tres servicios de autobús de Transport for London, 229, 269 y B14.  que conectan la zona con Bexleyheath, Sidcup, Bromley, Orpington y Thamesmead.

## Comodidades

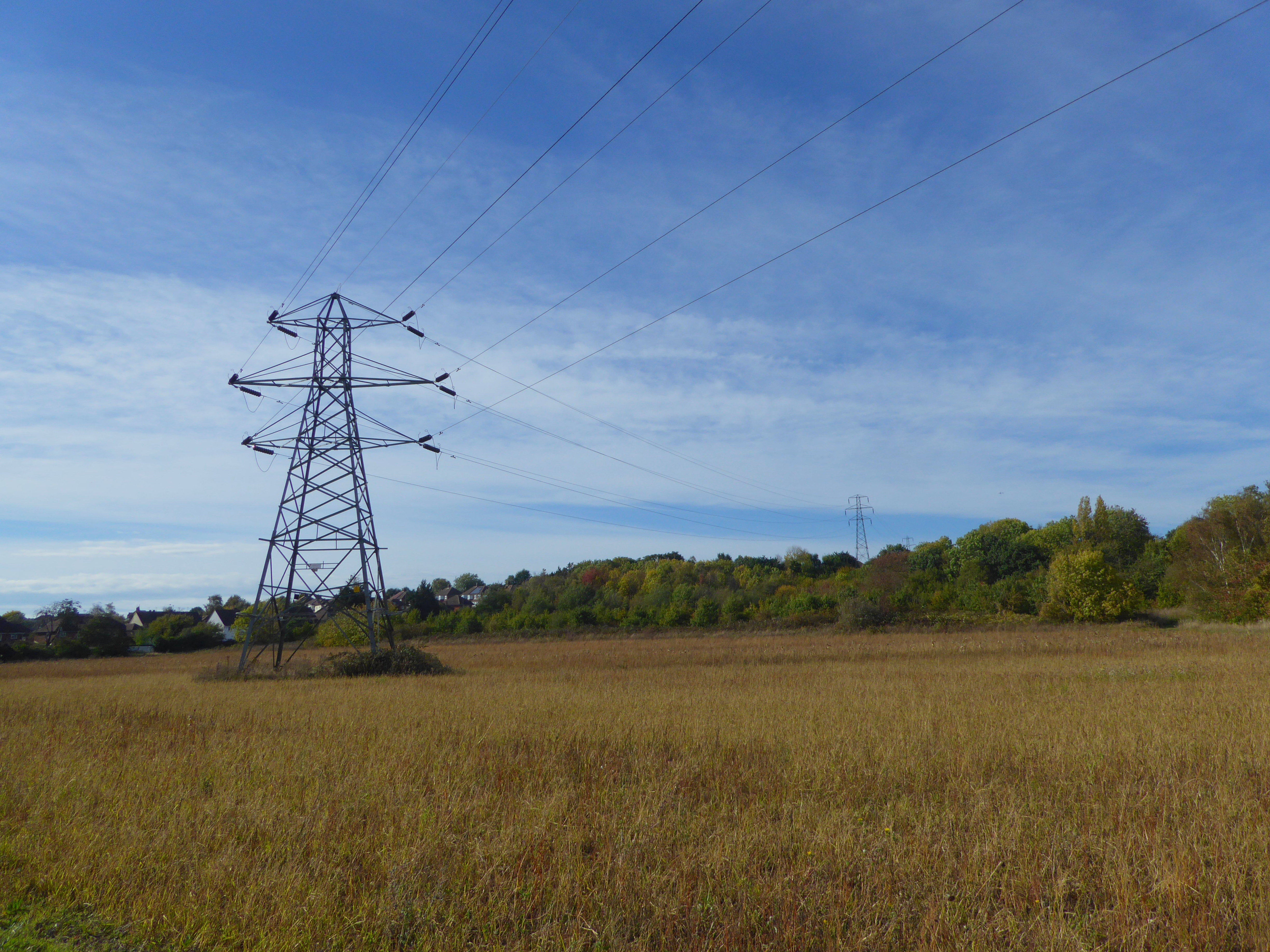
Tierras de cultivo al norte de la zona.

Albany Park cuenta con dos iglesias; la iglesia bautista en Stansted Crescent y la iglesia anglicana de St Andrews, que está situada en la esquina de Maylands Drive y St Andrews Road y que se completó en 1965. 
Hay una variedad de tiendas locales junto a la entrada de la estación principal en Steynton Avenue. Estos incluyen varios restaurantes y comida para llevar, así como dos minimercados, una tintorería, una ferretería, una tienda de artículos para mascotas, una tienda de fiestas y naipes y una peluquería.
El pub local, The Albany, también se encuentra aquí, al igual que una gasolinera.
Albany Park ya no tiene un consultorio de médico de cabecera luego de la compra del que anteriormente estaba ubicado en Longmead Drive por parte de otro consultorio local. Al poco tiempo se cerró y no se hizo ninguna provisión alternativa. Posteriormente, el edificio se vendió y se convirtió en una consulta veterinaria.
Los niños más pequeños de la zona son atendidos por la escuela primaria Royal Park.
Albany Park brinda acceso directo a Foots Cray Meadows.

## Otras lecturas
- Fotografía de la finca en construcción en Gran Bretaña desde arriba

- Datos: Q146357
- Multimedia: Albany Park, Bexley / Q146357